# Antes da Revolução
Antes da Revolução (Prima della rivoluzione) é um filme italiano de 1964, do gênero drama, dirigido por Bernardo Bertolucci.
Além de ser o primeiro filme de visibilidade de Bertolucci, Antes da Revolução apresenta algumas características curiosas. Primeiramente, o fato do filme ser a transposição para o cinema do romance A Cartuxa de Parma, do escritor francês Stendhal, onde o protagonista Fabrizio Del Dongo, um jovem aventureiro de família nobre e de poucas ambições que vive em seu mundo burguês, mas sem as ambições típicas de seu meio, vê-se dividido entre o amor incestuoso de sua tia, a Marquesa de Sanseverina, e seu ideal de lutar ao lado das tropas de seu ídolo Napoleão Bonaparte.
Misturando influências de Michelangelo Antonioni e do cinema de doutrinação política tão em moda na época, Bertolucci filmou Antes da Revolução com apenas 22 anos, dando origem a um filme que mais tarde seria considerado um dos marcos do novo cinema italiano e, particularmente, como o embrião da rica mistura de sexo, política, amor e sedução, presentes em filmes subsequentes como O Último Tango em Paris, Os Sonhadores, 1900, La luna e O Conformista.

## Sinopse
Na versão cinematográfica, Fabrizio é um comunista desiludido do ideal da Revolução de um Dia, o que fica claro nas discussões com seu amigo e mestre Cesare, professor e comunista engajado.

## Elenco
- Adriana Asti .... Gina
- Francesco Barilli .... Fabrizio
- Allen Midgette .... Agostino
- Morando Morandini .... Cesare
- Cristina Pariset .... Clelia
- Cecrope Barilli .... Puck
- Evelina Alpi .... a pequena garota
- Gianni Amico .... um amigo
- Goliardo Padova .... o pintor
- Guido Fanti .... Enore
- Enrico Salvatore .... o padre
- Amelia Bordi .... a mãe
- Domenico Alpi .... o pai
- Iole Lunardi .... a avó
- Antonio Maghenzani .... o irmão